# Anna Mei
Anna Mei (Milano, 10 luglio 1967) è una ciclista su strada e mountain biker italiana.

## Biografia
Nasce in una famiglia di sportivi milanesi, il padre Aldo è un allenatore di tennis, mentre il nonno Vincenzo è stato primo maestro di tennis in Italia nonché capitano della squadra italiana di coppa Davis negli anni trenta..
Diplomata ISEF è tuttora insegnante di educazione fisica ed ha esercitato la libera professione in varie palestre milanesi.
A livello non agonistico ha praticato: tennis, ginnastica artistica, aerobica, sci e vela. Nel 1997 si classifica terza ai Campionati italiani di Step Challenge (Aerobica).
Nel 1996, agli albori dello Spinning in Europa, entra in contatto con questa specialità ciclistica indoor. Solo dal 2006 si dedica alle competizioni outdoor di Mountain Bike partecipando a gare di Cross country. Lo stesso anno si cimenta nelle prime gare di 24h Endurance di Mountain bike, competizioni riconosciute dall'UCI, specializzandosi definitivamente in queste gare.
Nel 2008 si classifica al sesto posto nella categoria Elite nella 24h MTB World Solo Championship a Canmore, Alberta (Canada).
L'anno successivo, sempre a Canmore, vince il titolo mondiale nella categoria Age Group Mtb della 24h MTB World Solo Championship, il titolo conquistato è anche la prima vittoria italiana nel circuito internazionale delle 24 h Endurance.
Nel 2010 si riconferma campionessa del mondo nella categoria Age Group Mtb a Canberra, Australia, nella gara disputatasi il 9 e 10 ottobre 2010.
Tra il 10 e l'11 settembre 2011, nel velodromo Roberto Battaglia di Busto Garolfo ha battuto il record delle 24h su pista percorrendo 711,04 km alla media di 29,63 km/h. Durante questa performance ha battuto anche il precedente primato sulle 12h, percorrendo 385,32 km ad una media di 32,14 km/h.
Il precedente record, sulle 24h, era detenuto da Seana Hogan che lo stabilì nel maggio del 1993, percorrendo in 24h 688,42 km, alla velocità media di 28,68 km/h.
L'8 dicembre 2013 Anna Mei batte il suo stesso record nel velodromo di Montichiari, percorrendo sulle 24h 738,851 km, oltre a stabilire il record di permanenza su pista, con 901 km percorsi in h.32,02 (media generale 28,153 km/h) e 3603 giri di pista.
Questi record sono stati registrati, oltre che da UMCA, anche dal Guinness world record.
Tra il 31 ottobre ed il 1º novembre 2015, Anna Mei ha stabilito il nuovo record mondiale di permanenza su pista, portandolo a 1.000 km coperti in 35h 11m 06s. Grazie a questa performance, Anna ha anche stabilito il nuovo record sulle 12h, in cui ha coperto 398,75 km. Questa iniziativa di Anna è stata condotta con l'obiettivo di sostenere i cosiddetti "bambini farfalla", affetti da epidermolisi bollosa. È dal 2011 che Anna dedica le sue vittorie alla causa dei bambini affetti da epidermolisi bollosa. Ogni competizione, infatti, da allora, è un'occasione per raccogliere fondi e far conoscere al mondo questa terribile patologia. Anna è cosi diventata testimonial di Debra Sudtirolo, l’associazione che riunisce e sostiene le famiglie dei "bambini farfalla".
Anna Mei durante questo ultimo record, ha percorso 100 miglia in 4h, 35m, 47,99s. e le 200 miglia in 9h, 34m , 03,83s. Secondo i parametri UMCA, Anna ha così realizzato il record dei 1.000 km femminile, mantenuti quello delle 24 h realizzato nel 2013, delle 12 h, delle 100 e 200 miglia su pista.
A dicembre del medesimo anno Anna Mei ha partecipato al concorso “Gazzetta Sports Awards” indetto dalla Gazzetta dello Sport. Nel mese di gennaio 2016 le è stato consegnato il premio Gianni Brera, insieme a Gigi Buffon. Nel 2016 Anna continua a vincere, laureandosi ancora una volta prima nel 24h World Challenge, UMCA, dopo aver corso la 24 ore di Dobrovnick (Slovenia) nel mese di luglio, la 24 ore di Le Mans ad agosto, ed il Campionato del mondo di Borrego Spring, dove è arrivata prima di categoria e seconda assoluta. Nel 2017 è campionessa europea delle 24 ore, vincendo la 24 ore di Dobrovnick, vincitrice del 12h world challenge tour.

## Palmarès
- 2006 : Quinta classificata al campionato italiano 24h MTB Cup
- 2007 : Prima classificata al campionato italiano 24h MTB Cup
- 2008 : Sesta classificata 24h MTB World Solo Championship, categoria Elite - Canmore, Alberta (Canada)
- 2008 : Terza classificata al campionato italiano 24h MTB Cup
- 2009 : Vincitrice 24h MTB World Solo Championship, categoria Age Group Mtb - Canmore, Alberta (Canada)
- 2009 : Vincitrice Endurance Cup
- 2009 : Prima classificata al campionato italiano 24h MTB Cup, cat. Lady
- 2010 : Vincitrice 24h MTB World Solo Championship, categoria Age Group Mtb - Canberra (Australia)
- 2010 : Vincitrice del Campionato italiano 24h Ultracycling
- 2010 : Prima classificata al campionato italiano 24h MTB Cup
- 2010 : Vincitrice Gran Fondo Milano - Sanremo
- 2011 : Vincitrice del Campionato italiano 24h Ultracycling
- 2011 Settembre : Record mondiale 24h su pista (outdoor track), 711,04 km alla media di 29,63 km/h.Record sulle 12h percorrendo 385,5 km.[8][12]
- 2013 : Record mondiale 24h su pista, 738,851 km alla media di 30,785 km/h: nel tentativo del record dei 1.000 km. su pista, arriva a 901 km.in 32h02 min.
- 2015: presso Velodromo di Montichiari, record mondiale femminile 1000 km.indoor solo in 35h 11m 11s,25 - record delle 12 h, = km.398,556 - record delle 100 miglia in 4h 35m 47s,99 - record delle 200 miglia in 09h 34m 03s,83. Tali performance sono entrate a far parte del Guinness World Record.
- 2016:Vincitrice 12h cycling marathon di Monza; Vincitrice 24h Dubrovnik (Slo);Seconda classificata 24h Le Mans;seconda classificata 24h TT world championship categoria overall,1 classificata di categoria (40-49) Borrego Spring (Usa);vincitrice 24h world  challenge wuca
- 2017:Vincitrice della 12h cycling maratona di Monza (Ita); vincitrice del campionato europeo 24 ore Dobrovnick (Slo); terza classificata 12 TT world Championship categoria overall con 349,5 km e 1 di categoria age a Borrego Spring (USA); vincitrice 12h world  challenge wuca
- 2018: Record Mondiale age nei 100 km,100 miglia, 200 km,200 miglia,300 km, 6h e 12h con 371,736 km presso il Tissot velodrome di Grenchen (Svizzera)
- 2019 : Record Capital to Capital : San Marino Roma San marino 400.90 miglia (645 km)  in 30,26 ore
- 2020: vincitrice del campionato europeo 24h a Montello (Italia).
- 2020: record mondiale sui 200 km,300 km,300 miglia, 6 ore, 500 km in 17h 02m 58 s con una media di 29,33 km/ora(record inserito nel libro del Guinness World record 2022)
- 2021: vincitrice del campionato europeo 24h a Dobrovnick (Slovenia)
- 2021: Record mondiale su pista outdoor sui 200 km in 6h 16m 43s, con una media di 31,65 km/ora. record sulle 6 ore con 191,50 km percorsi.
- 2022: vincitrice camp. italiani Acsi Ultracycling Sprint challenge record del mondo .
- 2022: vincitrice 24h world  challenge wuca
- 2022: record del mondo in pista indoor sulle 300 miglia in 18h 47m 35s  e sui 500 km  in 19h 29m 57s.
- 2023:Record Capital to Capital : Lubjana - Roma Città del Vaticano 775,5 km (481.9 miglia) in 42,28 ore
- 2023:Vincitrice campionati europei 24 ore +50